# Соединённые провинции Южной Америки
Соединённые провинции Южной Америки (исп. Provincias Unidas de Sud América) — официальное название современной Аргентины с 1816 по 1826 год. Государство было образовано в результате Майской революции под названием Соединённые провинции Рио-де-ла-Плата (исп. Provincias Unidas del Río de la Plata) и первоначально включало в себя территории бывшего вице-королевства Рио-де-ла-Плата, ныне территории современной Аргентины, Уругвая, Парагвая, Боливии и нескольких районов современной Бразилии.

## Название
Название Соединённые провинции Южной Америки было принято в 1816 году Тукуманским конгрессом.
Название «Провинции Рио-де-ла-Плата» (официально принятое Кадисскими кортесами для обозначения вице-королевства Рио-де-ла-Плата) относится к Временному управляющему совету провинций Рио-де-ла-Плата или Первой хунте. В аргентинской литературе она наиболее известна как Соединённые провинции Рио-де-ла-Плата, что с 1811 года являлось наиболее распространённым названием, которое использовалось для обозначения страны до принятия Конституции 1826 года. В государственном гимне Аргентины государство упоминается как «Соединённые провинции Юга» (исп. Provincias Unidas del Sud). Конституция Аргентины признает Соединённые провинции Рио-де-ла-Плата как одно из официальных названий страны наряду с названиями Республика Аргентина и Аргентинская конфедерация.

## История
Государство возникло 25 мая 1810 года во время наполеоновского вторжения в Испанию, когда собрание кабильдо Буэнос-Айреса уволило вице-короля Бальтазара Идальго де Сиснероса и заменило его правительственным советом - Первой хунтой. Революционеры утверждали, что с лишением испанского короля Фердинанда VII трона бюрократическая цепочка Испанской империи перестала быть легитимной, вернув народу народный суверенитет. Новые власти заявили, что правят от имени Фердинанда VII, но это было маска, прикрытие, которая частично действовала до 1816 года, года, когда это государство объявило себя независимым «от короля Фердинанда VII, его преемников и метрополии». Переход от вице-королевства к Соединённым провинциям был не просто сменой губернаторов, а революционным процессом, который заменил испанскую монархию независимой республикой.

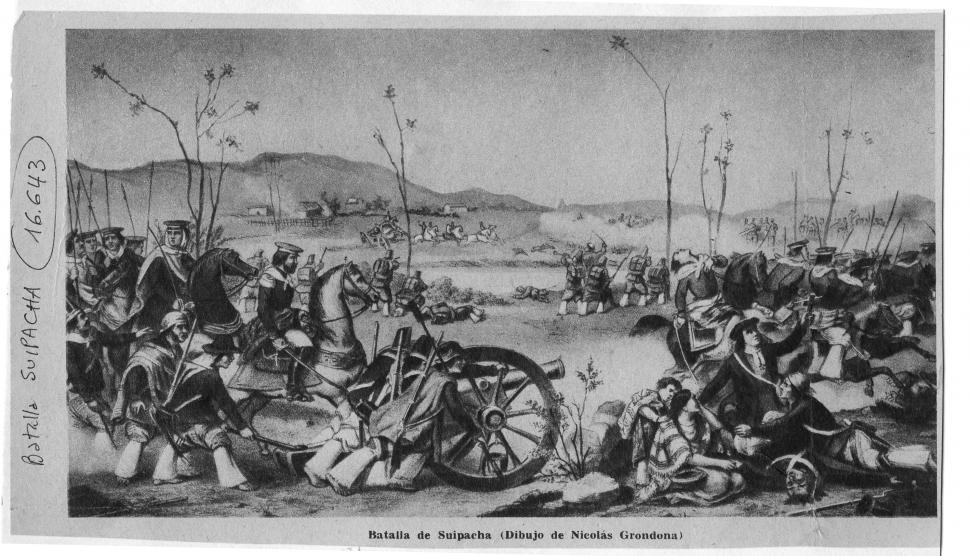
Битва при Суипача (1810) — первая победа аргентинцев в борьбе за независимость.

Во время войны за независимость и позже происходили серьёзные конфликты между постоянно меняющимися фракциями по поводу устройства государства и политических целей революционных правительств. В то время как одни выступали за сильное центральное правительство, мало подотчётное регионам, позицию, которую поначалу поддерживали «просвещённые» революционные и независимые элементы, другие стремились сделать главным органом совещательное собрание с участием представителей провинций. Эти конфликты включали государственные перевороты, мятежи, политически мотивированные судебные процессы, изгнания и тюремные заключения и в конечном итоге переросли в настоящую гражданскую войну, с перерывами продолжавшуюся более 60 лет.

Территория, реально контролируемая (бледно-голубой цвет) Соединёнными провинциями в 1821 году.

Хотя Первая хунта претендовала на юрисдикцию над всей территорией вице-королевства, Соединенным провинциям Рио-де-ла-Плата так и не удалось контролировать всю территорию бывшего вице-королевства, которое в конечном итоге было разделено на страны; так хунта никогда не смогла контролировать администрацию Парагвая, несмотря на направленную против него военную экспедицию. Соединенные провинции потеряли контроль над провинциями Верхнего Перу во время войны за независимость, после битв при Уаки (1811 г.) и Сипе-Сипе (1815 г.). Война против португальцев и конфликты с Хосе Артигасом привели к потере контроля над Восточной провинцией, что закончилось созданием Восточного государства Уругвай в 1828 году. Эти три территории стали независимыми государствами: в 1811 году нынешняя Республика Парагвая стала независимой, в феврале 1825 года конгресс предоставил независимость провинциям Верхнего Перу, которые образовали нынешнюю Боливию, и в ходе процесса, продолжавшегося с 1825 по 1828 год, Восточная провинция стала нынешней Восточной Республикой Уругвай.
Провинции, которые все еще были частью Соединенных провинций, изменили свое название на Аргентину по конституции 1826 года, при этом Восточная провинция и Тариха все еще находились в составе союза. Этот термин вышел из употребления после обретения Уругваем независимости и окончания длительного периода анархии и гражданских войн. Тринадцать провинций, входивших в этот союз между 1831 и 1832 годами, были сгруппированы в так называемую Аргентинскую Конфедерацию. К тому времени от названия «Соединенные провинции Рио-де-ла-Плата» уже отказались.
Однако название «Соединенные провинции Рио-де-ла-Плата» было закреплено Конституцией Аргентины 1853 года как одно из трех официальных названий аргентинской нации (наряду с Аргентинской Республикой и Аргентинской Конфедерацией), оставаясь в конституции в ее статье 35.

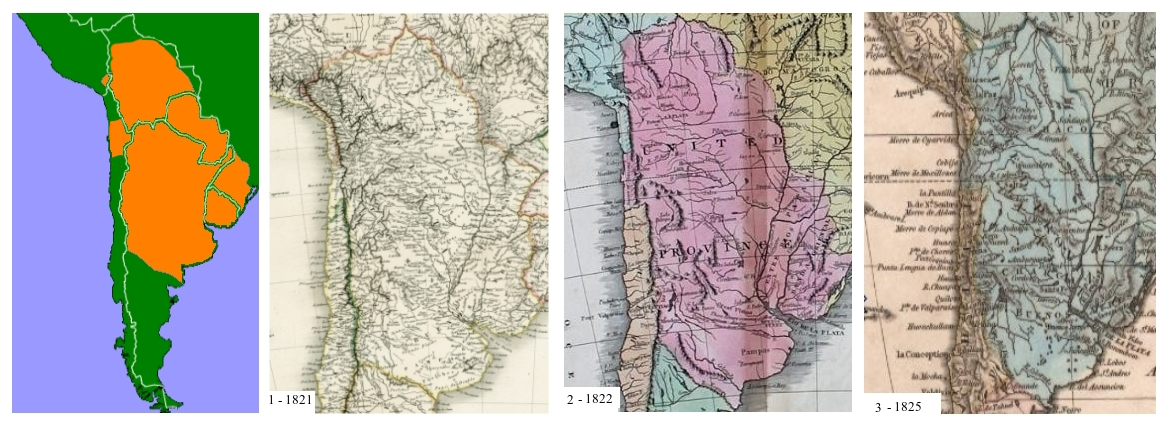
Соединённые провинции на картах того времени
1821: Carte physique et politique de l'Amérique méridionale.
1822: The American Atlas by Carey & Lea.
1825: South America by Fisher.

## Территория
Соединённые провинции Южной Америки граничили на юге с малонаселёнными территориями Пампа и Патагония, где проживали народы мапуче, ранкель и пуэльче. На севере слабозаселённый регион Гран-Чако был населён народами гуайкуру. На северо-западе располагалось Верхнее Перу (ныне Боливия), граничившее с испанским вице-королевством Перу. За Андами, на западе, располагалось контролируемое испанцами генерал-капитанство Чили. На северо-востоке находилась Колониальная Бразилия, часть Португальской империи (в 1815—1821 годах — Соединённое королевство Португалии, Бразилии и Алгарве, позже — Бразильская империя).

## Экономика
Экономика Соединенных провинций основывалась в основном на торговле с Великобританией. После обретения независимости провинции боролись за экономический контроль. Буэнос-Айрес хотел экономического превосходства, а внутренние провинции хотели экономической свободы, поскольку единственной таможней в стране была таможня Буэнос-Айреса. Ранчо Буэнос-Айреса выращивали крупный рогатый скот, на севере — выращивался сахарный тростник и производилась мебель; йерба-мате собирался в междуречье Параны и Уругвая; виноград выращивался в Куйо. Налоговые поступления Буэнос-Айреса в 1824 году составили 2 596 000 долларов, что делало его самой богатой провинцией страны.